# Корб'єр (Фрібур)
Корб'єр (фр. Corbières) — громада  в Швейцарії в кантоні Фрібур, округ Грюєр.

## Географія
Громада розташована на відстані близько 45 км на південний захід від Берна, 17 км на південь від Фрібура.
Корб'єр має площу 9,6 км², з яких на 5,6% дозволяється будівництво (житлове та будівництво доріг), 51,8% використовуються в сільськогосподарських цілях, 42,1% зайнято лісами, 0,5% не є продуктивними (річки, льодовики або гори).

## Демографія
2019 року в громаді мешкало 908 осіб (+32,2% порівняно з 2010 роком), іноземців було 14,1%. Густота населення становила 94 осіб/км².
За віковим діапазоном населення розподілялося таким чином: 22,8% — особи молодші 20 років, 61,3% — особи у віці 20—64 років, 15,9% — особи у віці 65 років та старші. Було 369 помешкань (у середньому 2,4 особи в помешканні).
Із загальної кількості 158 працюючих 30 було зайнятих в первинному секторі, 69 — в обробній промисловості, 59 — в галузі послуг.